# Rsavci
Rsavci (szerbül: Рсавци), település Szerbiában, a Raškai körzet Vrnjačka Banja-i községében.

## Népesség
- 1948-ban 435 lakosa volt.
- 1953-ban 435 lakosa volt.
- 1961-ben 436 lakosa volt.
- 1971-ben 424 lakosa volt.
- 1981-ben 424 lakosa volt.
- 1991-ben 410 lakosa volt.
- 2002-ben 399 lakosa volt, akik közül 393 szerb (98,49%), 3 montenegrói, 1 nem nyilatkozott és 2 ismeretlen.